# 余湖裕輝
余湖 裕輝（よご ゆうき、1970年7月22日 - ）は、日本の漫画家。男性。北海道二海郡八雲町（旧爾志郡熊石町）出身。田畑由秋と長く組んで作品を発表している。代表作は『コミックマスターJ』、『アクメツ』、『ニンジャスレイヤー』など。

## 来歴
八神ひろきのアシスタントを務める。その後、1992年に余湖ゆうき名義で『マガジンGREAT』（講談社）に「転生」を掲載し、デビューを果たす。同作の原作は平井和正が務め、余湖は作画を担当。
1996年、『ヤングキングアワーズ』（少年画報社）19号より、田畑由秋が脚本を担当する『コミックマスターJ』の連載を開始。同作は注目作となった。
2002年、『週刊少年チャンピオン』（秋田書店）43号より、田畑脚本による『アクメツ』の連載を開始。
2013年、『ニンジャスレイヤー』の連載を開始。Twitterで公開後に『コンプティーク』と『コンプエース』に掲載された。

## 主な作品

### 連載
- バチガミ（原作：平井和正、『月刊マンガボーイズ』1994年8月号 - 1995年4月号、マンガボーイズコミックス全2巻・大都社版全1巻） - 余湖ゆうき名義）
- HAKAIDER（原作：石ノ森章太郎、『月刊マンガボーイズ』） - 余湖ゆうき名義、未コミックス化
- コミックマスターJ（脚本：田畑由秋、『ヤングキングアワーズ』1996年19号 - 2005年11月号、全13巻）
- アクメツ（脚本：田畑由秋、『週刊少年チャンピオン』2002年43号 - 2006年17号、全18巻）
- 柳生非情剣 SAMON（原作：隆慶一郎、脚本：田畑由秋、『週刊コミックバンチ』2007年12号 - 2009年27号、全1巻） - 不定期連載[2]
- ウルフガイ（原作：平井和正、脚本：田畑由秋、作画：泉谷あゆみ、『ヤングチャンピオン』2007年6号 - 2012年5号、全12巻） - 作監担当
- 真マジンガーZERO（原作：永井豪、脚本：田畑由秋、『チャンピオンRED』2009年6月号[3] - 2012年12月号、全9巻）
  - 真マジンガーZERO vs 暗黒大将軍（原作：永井豪、脚本：田畑由秋、『チャンピオンRED』2013年1月号 - 2016年1月号[4]、全8巻）
- ニンジャスレイヤー（原作：ブラッドレー・ボンド、フィリップ・ニンジャ・モーゼズ、翻訳：本兌有、杉ライカ、脚本：田畑由秋、キャラクターデザイン：わらいなく、twitterでの連載 2013年7月 - 、雑誌での連載『コンプティーク』2013年7月10日発売号 - 、『コンプエース』2013年9月号[5] - 2016年11月号[6]（再連載[7]）、全14巻）
  - ニンジャスレイヤー・キョート・ヘル・オン・アース（『チャンピオンRED』2018年6月号[8] - 連載中、既刊17巻）
- 牙狼-GARO-（原作：雨宮慶太、監修：東北新社、『コミックガム』2014年12月号[9] - ） - 集中連載[10]

### 読み切り
- 転生（原作：平井和正、『月刊少年マガジンGREAT』1993年1月号） - 余湖ゆうき名義
- トライバルズ（脚本：田畑由秋、『ヤングキング』2007年15号[11]、『月刊ヤングキング』2012年9月号付録小冊子再掲載[11]）

### その他
- バトル野郎（1999年自主制作映像[1]、原案）
- 秋田書店東日本大震災チャリティ携帯用待ち受け画面配信（2011年4月15日） - 描きおろしイラスト[12]
- Fate/Grand Order（Android・iOS、2017年） - 一部キャラクターデザイン[1]
- 『週刊少年チャンピオン』創刊50周年祝福コメント（『週刊少年チャンピオン』2019年33号[13]）
- 『浦安鉄筋家族』シリーズ30周年記念お祝いイラスト（『週刊少年チャンピオン』2023年10号[14]）
- 王様戦隊キングオージャー（2023年） - バグナラク キャラクターデザイン[15]